# Civiónica
La civiónica es la combinación de distintas disciplinas dentro del mundo ingenieril, es una mezcla de la ingeniería civil con la ingeniería eléctrica, ingeniería mecatrónica, ingeniería física, ingeniería en sistemas, etc. Esta disciplina engloba distintas actividades que van relacionadas con temas de la construcción; por ejemplo: sistema de monitoreo de la salud de un edificio, escanometría con drones y sensores láser, estudios de daño, pruebas no destructivas (ultrasonido, emisiones acústicas, corrientes de Eddy, líquidos penetrantes,entre otros). 

### Sistema de monitoreo de la salud de una edificación
Los sistemas de monitoreo de la salud de un edificio son estructuras que son equipadas con distintos tipos de sensores que cumplen con distintas funcionalidades a la hora de estudiar un edificio. A la hora de modelar, diseñar y construir un edificio, se considera un criterio de diseño por el cual va a regir su comportamiento. Para comprobar que este funcione de manera adecuada, se le pueden instalar diferentes sensores para verificar que el sistema estructural funcione como fue planeado. 

#### Tipos de sensores
- Extensómetros
- Inclinómetros
- Acelerómetros
- Sensor de desplazamiento
- Sensor de Temperatura

##### Extensómetros
Los extensómetros son dispositivos sensibles a las deformaciones que sufre un elemento estructural. Estos sensores son utilizados en miembros que sufren una carga significativa y se quiere conocer si las deformaciones de estos elementos. Cuando se efectúa una carga se verifica si es que se comportan con las deformaciones que deberían de tener acorde a un modelo digital o el criterio de diseño que se utilizó a la hora de ser construido. La manera de lectura es por medio de microdeformaciones µΣ.

##### Inclinómetros
Los inclinómetros son sensores capaces de detectar los cambios mínimos en grados que ocurre en un miembro estructural. Estos dispositivos sirven para detectar si hay movimiento en una dirección y cuánto es que se está inclinando. La lectura de este dispositivo es en grados. 

##### Acelerómetros
Los acelerómetros son sensores capaces de medir la aceleración lineal y angular de un elemento. Estos son utilizados en la ingeniería civil para medir las vibraciones naturales de un sistema y cómo se comportan ante diferentes cargas. También pueden ser utilizados para verificar el comportamiento de una edificación a la hora de hacer una prueba de carga en la estructura. La lectura de este dispositivo es una frecuencia del cambio de velocidad con respecto al tiempo.

##### Sensor de desplazamiento
Los sensores de desplazamiento miden la distancia que se mueve un elemento con respecto a una posición referenciada con exactitud milimétrica, son útiles en la ingeniería civil para verificar cuánto es lo que se desplaza o deforma (el pandeo hacia cierta dirección) dentro de un elemento estructural. La lectura de este dispositivo es por medio de milímetros. 

### Escanometría
La escanometría es una herramienta que puede ser visualizada en diferentes medios que funciona por medio de escaneo láser, esta tecnología funciona por medio de reflejos de luz que va captando un sensor y va realizando una nube de puntos. Adicionalmente se puede complementar esta práctica con fotogrametría que sirve como referencia para la nube de puntos.

### Pruebas no destructivas
Las pruebas no destructivas son distintas maneras de evaluar los daños que sufren los elementos estructurales dentro de la ingeniería civil, dependiendo de la prueba estos pueden ser utilizados para visualizar diferentes daños que ocurren dentro de ellos. Estas pruebas pueden variar conforme la información que se desea conocer. A continuación un listado de ellos: 
- Líquidos Penetrantes
- Ultrasonido
- Corrientes de Eddy
- Emisiones Acústicas